# Chorthippus pascuus
Chorthippus pascuus är en insektsart som beskrevs av Umnov 1931. Chorthippus pascuus ingår i släktet Chorthippus och familjen gräshoppor. Inga underarter finns listade i Catalogue of Life.